# سایه‌ها و مه
سایه‌ها و مه (به انگلیسی: Shadows and Fog) فیلمی به کارگردانی وودی آلن در سال ۱۹۹۲ و با بازی وودی آلن، کتی بیتس، جودی فاستر و مدونا است.

## خلاصه فیلم
کلینمن دفترداری کوچک و بی‌اهمیت، شبی توسط همسایه‌هایش که کمک او برای ردیابی قاتلی که مردم را در شهر به قتل می‌رساند می‌خواهند از خواب بیدار می‌شود اما وقتی او لباس‌هایش را می‌پوشد همسایه‌هایش ناپدید می‌شوند و…